# Nosratollah Momtahen
Nosratollah Momtahen (pers. نصرت الله ممتحن ; ur. 23 października 1930 w Arsanjanie, zm. 19 listopada 2013 w Teheranie) – irański strzelec, olimpijczyk.
Brał udział w Letnich Igrzyskach Olimpijskich 1964 (Tokio). Startował w jednej konkurencji, w której zajął ostatnie, 52. miejsce.

## Wyniki olimpijskie
| Igrzyska | Konkurencja            | Wynik                           | Miejsce    | Źródło |
| -------- | ---------------------- | ------------------------------- | ---------- | ------ |
| IO 1964  | Pistolet dowolny, 50 m | 490 punktów (83-73-83-77-90-84) | 52 (na 52) | [ 3 ]  |